# ニセ電話事件
ニセ電話事件（ニセでんわじけん）とは、1976年に日本で発覚したロッキード事件に絡んで、同年に現職裁判官が起こした政治謀略事件。

## 概要
京都地方裁判所判事補の鬼頭史郎は1976年8月4日午後11時頃、三木武夫内閣総理大臣宅に電話し、最初に応対した三木の秘書に対し、布施健検事総長を詐称して首相に取り次ぐように依頼した。
鬼頭は電話に出た三木首相に対し、「中曽根康弘自由民主党幹事長について、ロッキード事件に絡んで丸紅・全日空の関係で収賄の容疑が生じ、今夜中に令状を取り明朝にも逮捕を考えざるをえない」旨の虚偽の事実を告げることで、三木首相に中曽根幹事長に収賄の容疑があるものと誤認させることにより、中曽根の逮捕中止に関する指揮権発動の言質を引き出そうとした。さらに7月27日に逮捕されていた田中角栄前首相の処分問題について、外国為替及び外国貿易管理法の適用が無理であるとか、収賄の職務権限に難点がある等とウソの事実をつげ、考える時間が欲しいと述べる三木首相に再三「中曽根不起訴、田中起訴」の裁断を求めた。これに対し、三木首相は最終的に「政治的に関与することではないから、（検事総長の）判断にお任せする」と答え、約1時間にわたった電話が終了した。
鬼頭は三木首相との電話問答を秘密録音したテープを報道目的のために読売新聞に持ち込んだ。その際に、鬼頭は取材源の秘匿をした上で報道することを求めた。同年10月22日、読売新聞は取材源が鬼頭であることを公開した上で検事総長を騙って首相に電話したのは鬼頭であると断定、鬼頭による謀略電話事件として報道したことで衆知となった。
同年11月12日、鬼頭は国会から証人喚問されるも刑事訴追のおそれを理由として宣誓を拒絶して、証言を拒否。この証言拒否は議院証言法違反で告発されたが、1977年3月21日、不起訴処分となった。
鬼頭は最高裁判所の調査に対し「仲介者から借りたニセ電話テープを新聞記者に聞かせた」とニセ電話をかけたことをあくまで否認したことや、鬼頭の裁判官任期満了日が1977年4月6日に迫っていたことから、ニセ電話の録音テープを新聞記者に持ち込んだ行為についてのみ1977年2月2日に裁判官弾劾裁判所に訴追された。評決の結果は訴追13人、訴追猶予3人であった。同年2月21日から弾劾裁判が開始された際には、鬼頭は「召喚状の手続きが無効」として出廷を拒否するも弾劾裁判所から正当な理由による不出廷として裁判手続きが進められ、3月23日に「一国の首相をだまし、指揮権発動の言質を引き出そうとする政治的謀略を是認し公表しようとすることにより、時の内閣に打撃を与えようとするなど恐るべき政治的策謀にかかわりあえるものではなはだしく裁判官としての威信を失墜せしめた行為」として罷免される。同日、日弁連会長が談話を発表した。
また刑事事件としてはニセ電話の声の主が鬼頭と判断され、官職詐称の罪（軽犯罪法違反）で鬼頭は渋谷区検から起訴された。簡裁事件としては吉永祐介東京地方検察庁特捜部副部長らが立ち合ったり冒頭陳述が行われる等の異例の対応がされ、声紋鑑定書が出されるなどした結果、1977年6月9日に鬼頭に拘留29日の有罪判決が言い渡され、1981年11月20日に最高裁で有罪判決が確定した。
1977年4月3日の最高裁の裁判官会議で寺田治郎最高裁事務総長、宮川種一郎大阪高裁長官、山内敏彦京都地裁所長に厳重書面注意の処分が行われた。